# Peñas del Arcipreste de Hita
El monumento natural de las Peñas del Arcipreste de Hita es un espacio natural español ubicado en el oeste de la Comunidad de Madrid.

## Historia
Se trata de un roquedo declarado «Monumento Natural de Interés Nacional» en septiembre de 1930, en las postrimerías de la Restauración, a raíz de una solicitud de la Real Academia Española para homenajear al Arcipreste de Hita, que quedó formalizada mediante una real orden publicada en la Gaceta de Madrid el 12 de octubre de ese mismo año. Se ubica en la sierra de Guadarrama, en el municipio del mismo nombre.